# 刁成灏
刁成灏（1995年7月10日—），中国大陆职业男子篮球运动员，司职小前锋，现为自由球员。

## 生平

### 早年
1995年，刁成灏出生于中国山东省烟台市的一个军人世家。由于身高方面的原因，其自小就开始接触篮球。2006年，其被从龙口市体育运动学校选拔至烟台市体育运动学校。

### 梯队生涯
2010年，刁成灏进入山东金狮二队。2011年8月，其随队参加了该年的全国男子青年篮球联赛。2013年9月，其又随队代表山东参加了中华人民共和国第十二届全国运动会男子篮球18岁以下组的比赛，并在对阵江苏队的小组赛中取得11分及7个篮板。

### 职业生涯（山东金狮/山东金星时期）

#### 2013-14赛季（新秀赛季）
2013年10月，刁成灏升入山东金狮一队，出战2013-14赛季中国男子篮球职业联赛。在常规赛第一轮对阵江苏龙的比赛中，其于第四节迎来职业生涯首秀，并在最后时刻透过罚球得到1分。之后在常规赛第四轮对阵东莞烈豹的比赛中，其获得31分钟的出场时间，并得到7分、1个篮板及贡献4次助攻，但其亦在最后时刻发生接球失误，令球队以4分之差输掉比赛。在该赛季的全明星赛开始前，其在25场比赛的其中19场获得出场机会，平均每场有8.1分钟的出场时间，可得1.4分、0.7个篮板。之后，在常规赛第三十三轮对阵山西猛龙的比赛中，其于第二节就获得出场机会，并投中两记三分球，得到6分。整体而言，由于与其同位置的丁彦雨航、李敬宇、睢冉先后因伤暂停比赛，故其在赛季初期有较多出场机会；三人先后归队后，其出场时间即被大幅压缩。赛季期间，刁成灏入选了2014年中国男子篮球职业联赛全明星赛星锐赛北区星锐队，并在星锐赛中2投1中得到3分。
休赛期间，刁成灏于2014年5月8日与曹振华、吴轲及李林参加了球队与济南市第五中学篮球队的友谊赛。25日，其受邀对济南市历下区第二届篮球达人挑战赛男子决赛参赛队伍进行技术指导。10月，其随队在东营市参加“山东众鑫杯”国际篮球对抗赛，在对阵裕隆纳智捷及尤文图斯的比赛中投中多个三分球，分别获得14分、21分。

#### 2014-15赛季
在常规赛第七轮对阵北京鸭的比赛中，刁成灏于第三节起获得大量出场时间，并得到10分及2个篮板，是为其单场得分首次达到两位数。之后在常规赛第十四轮对阵重庆翱龙的比赛中，其投中了全队上半场比赛仅有的一记三分球。整个赛季，其出场次数下降至17场。赛季期间，其再次入选2015年中国男子篮球职业联赛全明星赛星锐赛北区星锐队，最终得到11分。
在随后的休赛期，刁成灏于2015年6月随球队至烟台集训。期间，其在当月6日的“安德利杯”2015篮球对抗赛与美国明星队的对阵中得到14分，并在20日对阵青岛雄鹰的热身赛上获得10分及贡献4个篮板。

#### 2015-16赛季
赛季开始前，刁成灏仍有出现在球队的注册名单上。然而，由于当时的主教练亚历山大·凯撒在比赛中过于依赖主力球员，故其整个赛季都没有获得出场机会，仅是在赛季结束后于2016年4月随队参加了一系列与阿德莱德36人对阵的热身赛。

### 职业生涯（青岛雄鹰时期）
在2015-16赛季CBA联赛开始前，刁成灏便有转投青岛雄鹰的趋势，惟最终未有成事。2016年5月，刁成灏才得以前往该队进行试训，随后正式转会至该队。而在正式于该队效力之前，其先于当年10月代表山东体育学院参加了第一届全国体育院校篮球联赛，并在决赛中发挥了重要作用，帮助该校获得男子组冠军；同时，其亦在三分球大赛中获得“三分王”称号。

#### 2016-17赛季
虽然刁成灏在青岛雄鹰的第一个赛季被视为其职业生涯迄今为止的最高峰，但在首十轮常规赛中，其却是未有获得任何上场机会；此后，由于孙杰、孙镱滔等同位置球员出现伤病，其才获得更多出场时间。在常规赛第十二轮对阵辽宁飞豹及第十三轮对阵上海大鲨鱼的比赛中，其均获得逾半小时的出场时间，并分别贡献11分、5个篮板及12分，由此连续两场打破个人得分记录。而在接下来的第十四至十六轮常规赛中，其得分均为11分，令其连续五场比赛得到双位数得分。随后，其于常规赛第二十二轮对阵浙江猛狮的比赛中投中5记三分球，最终得到17分及贡献5个篮板，是为其职业生涯迄今为止的最高单场得分。而在常规赛第二十三轮对阵浙江金牛的比赛中，其在最后时刻命中了一记被认为是奠定球队胜局的三分球。此后的常规赛第二十四轮对阵江苏大圣的比赛，其亦可获得13分，当中包含3记三分球。整个赛季，其合共在28场比赛中获得上场机会，当中有半数是以首发球员身份参加，平均每场可得6.3分及2.9个篮板。
赛季结束后，刁成灏被召集至山东男篮，参加中华人民共和国第十三届全国运动会男子篮球项目预赛。此后，其再次代表山东体育学院参加第二届全国体育院校篮球联赛，在对阵西安体育学院的揭幕战中取得14分及5个篮板，最终随该校蝉联这赛事的冠军。

#### 2017-18赛季
相较于2016-17赛季，刁成灏在这一赛季的出场机会被大幅削减。在常规赛第二十四轮对阵福建鲟的比赛中，其获得一定上场机会，最终得到10分。而此后的常规赛第二十八轮对阵深圳烈豹的比赛则成为了其该赛季仅有的一场以首发队员身份参加的比赛。整个赛季，其仅在14场比赛得到上场机会，平均每场只得到11分钟出场时间，得分则下降至2分。
赛季结束后，随着时任青岛雄鹰主教练巩晓彬于2018年5月26日被解雇，当时追随巩至该队的刁成灏亦被指将离开该队。

### 职业生涯（广东华南虎时期，2018-19赛季）
2018年8月27日，广东华南虎宣布与青岛雄鹰达成一笔换人交易，其中包含自后者引入刁成灏，标志着其正式由青岛转会至广东。但此次转会之后的一个赛季，由于该队锋线球员竞争非常激烈，因此其仍然未有获得多少出场机会。在2018年的赛程中，其仅在常规赛第十一轮对阵天津金狮、第十二轮对阵青岛雄鹰及第十五轮对阵山西猛龙的比赛中出过场。而在跨年之后，其亦只在常规赛第三十五轮对阵青岛雄鹰及第四十四轮对阵浙江金牛的比赛中获得一些上场时间。在这一赛季，其虽然随球队获得其职业生涯迄今为止仅有的一个CBA总冠军，但其仅在5场比赛中有出场记录，总得分为5分。

### 职业生涯（福建鲟时期，2019-20赛季）
2019年7月，刁成灏以福建鲟球员身份参加了2019年CBA夏季联赛。8月9日，福建鲟正式宣布刁成灏由广东华南虎转会至该队，并完成新赛季注册。赛季开始前，其于8月底随队参加2019晋江国际篮球对抗赛，在对阵科特迪瓦男篮的比赛中得到7分。9月，其又随队赴宁夏彭阳参加了第五届“一带一路”四国篮球邀请赛。然而，其在正赛阶段依然没有获得多少出场机会，且仅在常规赛第一轮对阵浙江猛狮及第四轮对阵新疆飞虎的比赛中有得分记录。
赛季结束后，刁成灏于2020年9月12日被CBA联盟列入自由球员名单。

### 职业生涯（山东王者时期，2020-21赛季）
2020年9月13日下午，山东王者发布公告，宣布在自由市场上签下包括刁成灏在内的数名球员。但因为能力方面的原因，其仅仅在球队主力球员出现大面积伤病时才得到较多出场机会，且表现平平。而在常规赛第三十六轮对阵青岛雄鹰的比赛中，其在11分钟的出场时间内犯规5次，并出现一次严重防守漏人失误。随后的常规赛第三阶段，其未被安排跟随球队一同参加比赛。
赛季结束后，刁成灏于2021年12月2日被CBA联盟列为受限制自由球员。

## 人物

### 技术特点
刁成灏在梯队时期主打控球后卫位置，有时客串得分后卫及小前锋位置，属于较为少见的高个子控卫，这令其在防守对方球员时拥有身高优势
。而在升入一队后，其被要求改打前锋位置。技术上，其被认为是有非常全面的技术，尤以突破上篮及中远距离投篮见长，在一些场次的比赛中亦有非常高的进攻效率，但弹跳、力量等方面的能力则较为欠缺。

### 人物特点
- 由于经常在睡觉时打鼾，因此其被山东队的教练及球员起了“葫芦”之绰号。[15]
- 酷爱饮茶，且总在比赛期间随身携带茶叶，因此被队友戏称为“老年人”。[3]

### 球衣号码
- 11号：在山东金狮青年队效力时使用的号码。[5]
- 12号：在山东金狮及山东金星效力时使用的号码。[14][74]
- 24号：在福建鲟效力时使用的号码。[3]
- 27号：在青岛雄鹰、广东华南虎及山东王者效力时使用的号码。[75]

## 数据

### CBA常规赛
| 賽季    | 球隊       | GP     | GS     | MPG    | FG%    | 3P%    | FT%    | RPG    | APG    | SPG    | BPG    | PPG    |
| ------- | ---------- | ------ | ------ | ------ | ------ | ------ | ------ | ------ | ------ | ------ | ------ | ------ |
| 2013-14 | 山东金狮   | 25     | 0      | 8.2    | 39.4   | 40.9   | 33.3   | 0.8    | 0.4    | 0.1    | 0      | 1.4    |
| 2014-15 | 山东金星   | 16     | 0      | 10.3   | 36.4   | 30.0   | 50.0   | 1.3    | 0.5    | 0.1    | 0      | 2.4    |
| 2015-16 | 山东金星   | 无数据 | 无数据 | 无数据 | 无数据 | 无数据 | 无数据 | 无数据 | 无数据 | 无数据 | 无数据 | 无数据 |
| 2016-17 | 青岛雄鹰   | 28     | 14     | 24.4   | 35.7   | 35.2   | 100.0  | 2.9    | 1      | 0.8    | 0.1    | 6.3    |
| 2017-18 | 青岛雄鹰   | 14     | 1      | 11.4   | 29.4   | 25.0   | 60.0   | 0.9    | 0.5    | 0.4    | 0      | 2      |
| 2018-19 | 广东华南虎 | 5      | 0      | 6.2    | 33.3   | 100.0  | 100.0  | 0.8    | 0      | 0.2    | 0      | 1      |
| 2019-20 | 福建鲟     | 4      | 1      | 9.8    | 12.5   | 14.3   | 0.0    | 0.5    | 0.8    | 0.3    | 0      | 1.5    |
| 2020-21 | 山东王者   | 17     | 0      | 11.7   | 41.4   | 38.9   | 50.0   | 0.7    | 0.8    | 0.6    | 0      | 1.9    |

### CBA季后赛
| 賽季    | 球隊       | GP     | GS     | MPG    | FG%    | 3P%    | FT%    | RPG    | APG    | SPG    | BPG    | PPG    |
| ------- | ---------- | ------ | ------ | ------ | ------ | ------ | ------ | ------ | ------ | ------ | ------ | ------ |
| 2018-19 | 广东华南虎 | 未参加 | 未参加 | 未参加 | 未参加 | 未参加 | 未参加 | 未参加 | 未参加 | 未参加 | 未参加 | 未参加 |
| 2019-20 | 福建鲟     | 未参加 | 未参加 | 未参加 | 未参加 | 未参加 | 未参加 | 未参加 | 未参加 | 未参加 | 未参加 | 未参加 |